# Placówka Straży Celnej „Ruchaje”

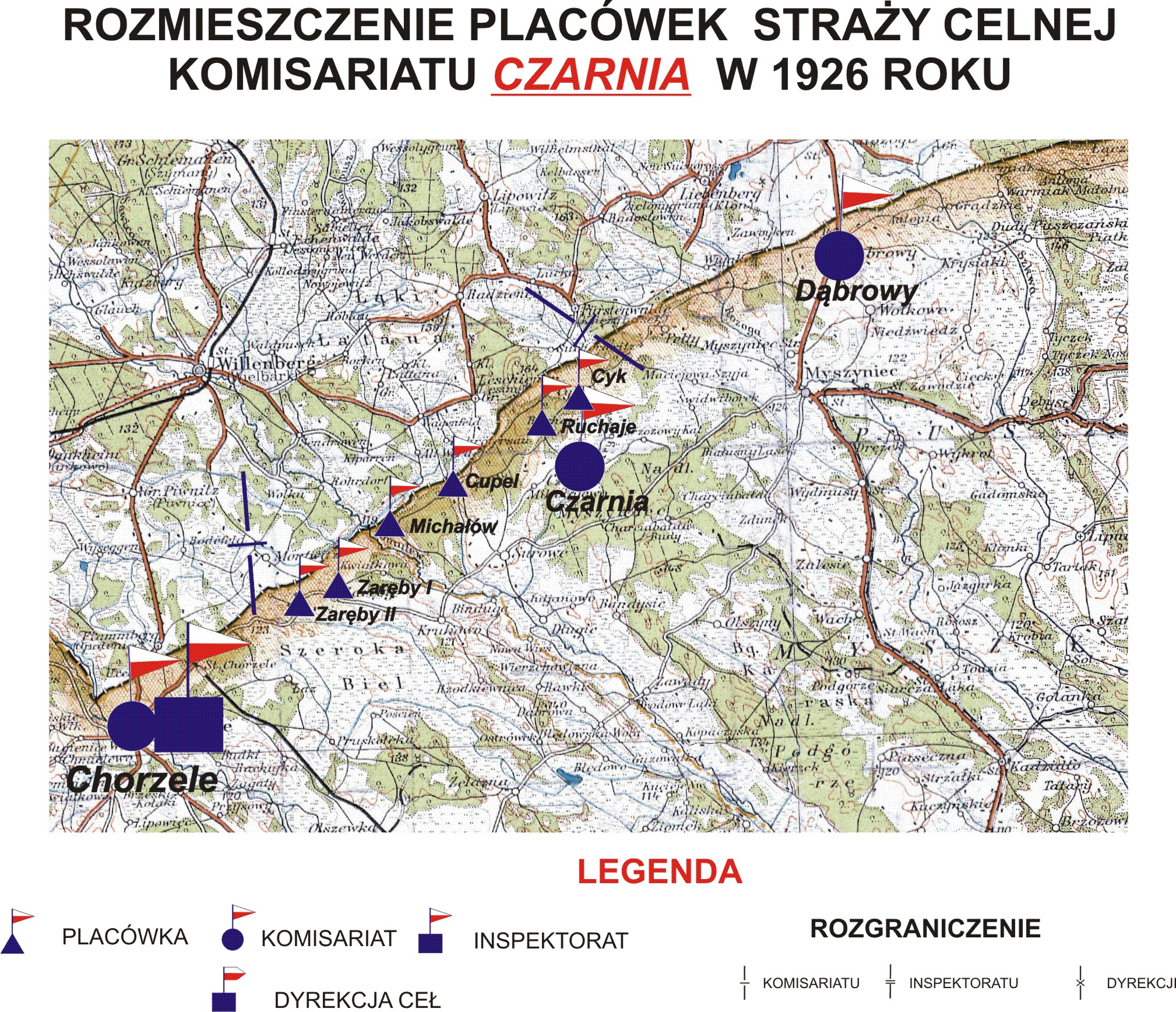
Rozmieszczenie placówek SC komisariatu "Czarnia" w 1926 roku

Placówka Straży Celnej „Ruchaje” – jednostka organizacyjna Straży Celnej pełniąca w okresie międzywojennym służbę ochronną na granicy polsko-niemieckiej.

## Formowanie i zmiany organizacyjne
Na wniosek Ministerstwa Skarbu, uchwałą z 10 marca 1920 roku, powołano do życia Straż Celną. Od połowy 1921 roku jednostki Straży Celnej rozpoczęły przejmowanie odcinków granicy od pododdziałów Batalionów Celnych. W 1921 roku w Dąbrowach stacjonował sztab 2 kompanii 1 batalionu celnego. 2 kompania celna wystawiła między innymi placówkę w Ruchajach. Proces tworzenia Straży Celnej trwał do końca 1922 roku. Placówka Straży Celnej „Ruchaje” weszła w podporządkowanie komisariatu Straży Celnej „Czarnia” z Inspektoratu SC „Chorzele”.
W drugiej połowie 1927 roku przystąpiono do gruntownej reorganizacji Straży Celnej. W praktyce skutkowało to rozwiązaniem tej formacji granicznej. Ochronę północnej, zachodniej i południowej granicy państwa przejęła powołana z dniem 2 kwietnia 1928 roku Straż Graniczna.
Rozkazem nr 1 z 12 marca 1928 roku w sprawach organizacji Mazowieckiego Inspektoratu Okręgowego Naczelny Inspektor Straży Celnej gen. bryg. Stefan Pasławski określił strukturę organizacyjną komisariatu SG „Myszyniec”. Placówka Straży Granicznej I linii „Ruchaje” znalazła się w jego strukturze.

## Służba graniczna
Sąsiednie placówki
- placówka Straży Celnej „Cyk” ⇔ placówka Straży Celnej „Cupel” − 1926[9][10]

## Funkcjonariusze placówki
Kierownicy placówki
| stopień    | imię i nazwisko, numer | okres pełnienia służby | kolejne stanowisko |
| ---------- | ---------------------- | ---------------------- | ------------------ |
| przodownik | Konstanty Król (315)   | był w 1926             |                    |

Obsada personalna placówki w 1926:
- przodownik Konstanty Król (315)
- starszy strażnik Michał Siterek (459)
- strażnik Franciszek Dąbrowski (578)
- strażnik Józef Kowal (453)
- strażnik Jan Paprzycki (425)
- strażnik Franciszek Błedowski